# Erik Wilhelm Grevenkop-Castenskiold
Erik Wilhelm Grevenkop-Castenskiold (født 7. september 1914 i København, død 14. marts 2001 i London) var en dansk godsejer og industrimand.

## Godsejer
Han var søn af hofjægermester, godsejer Jørgen Adolph Grevenkop-Castenskiold og dennes hustru Olga Grevenkop-Castenskiold, født Magnus.
Grevenkop-Castenskiold tog præliminæreksamen i 1929 og gennemgik praktisk landbrugsuddannelse 1929-32 og var på landbrugsskole 1932-33. Han var godsfuldmægtig 1933-35 og overtog derefter i 1935 Grevenkop og Store Frederikslund godser – kun tyve år gammel. I 1930'erne var de danske godser i økonomisk krise, men under besættelsen ændrede krigskonjunkturerne situationen, og mange godser gav atter overskud. Denne udvikling gjorde det muligt for ham at opspare en betydelig kapital, som han senere investerede i en række erhvervsvirksomheder.

## Erhvervsmand
Fra 1947 til 1995 førte Grevenkop-Castenskiold et energisk liv i erhvervslivet. Han overtog maskinfabrikken Vølund og ansatte sin godsforvalter Poul Madsen som adm. direktør i 1960. Vølund blev i 1960'erne et guldæg, fordi efterspørgslen på husholdningsmaskiner steg. Han blev en af Danmarks rigeste mænd, men mistede alt ved en konkurs i 1995, der var forårsaget af at både hans minkfarme og Vølund skrantede. Erik Grevenkop-Castenskiold døde i London i 2001. Han oplyste selv i en TV-udsendelse fra 2000, at han levede af dansk folkepension.

### Bestyrelsesposter i dansk erhvervsliv
- A/S Frederiksberg Chemiske Fabriker 1951-59
- A/S af 1. december 1953, 1953-71
- A/S Emil Jensen 1954
- A/S A. Heede & Co. 1954-59
- A/S Vølund 1954, A/S Frederiksberg Jernstøberi og Maskinfabrik 1954-70
- A/S Holbæk Frøkompagni 1955-65
- A/S Centrum Frø 1965-66
- A/S Nordsjællands Kornkompagni 1960-71
- A/S Nordisk Møbel-Pakhuse 1955-57 (også adm. direktør)
- A/S Gre-Ca-Trade 1957-71
- Grecami A/S 1966
- Frederiksberg Champignonfabrik A/S 1956-66
- A/S Æbelø gods 1955, A/S Dansk Sintermetal 1959-65
- A/S Herbert B. Møller 1962-67
- Trouw Special Foder A/S 1969-73
- Eldata-Electronic A/S 1969
- A/S Dansk Frø og Silo 1970-71
- Vølund-Invest A/S 1970
- A/S Ferm, Ulstrup 1970
- Nyeboe & Nissen A/S 1972
- K.A. Hartmann Oliefyr A/S 1972

## Nazist
I sin ungdom deltog Grevenkop-Castenskiold i nazistisk virksomhed, først i DNSAP og fra 1941 som medstifter af en ny partidannelse, Den danske Front, som imidlertid ikke fik nogen betydning. Han blev idømt 15 måneders fængsel efter befrielsen. Grevenkop-Castenskiold ændrede dog holdning til nazismen længe inden krigens afslutning og tog afstand fra sine tidligere synspunkter.[kilde mangler] DKP og partiets avis Land og Folk førte i 1946-47 en ihærdig kampagne for, at staten skulle nationalisere godset Store Frederikslund og udstykke det til husmandsbrug, men uden resultat. 

### Frydenholm
Erik Grevenkop-Castenskiold anses i almindelighed for at være model for grev Preben Rosenkop-Frydenskjold i Hans Scherfigs satiriske roman Frydenholm. Denne opfattelse blev fremsat af flere aviser ved hans dødsfald. Imidlertid har Scherfig selv advaret mod at tolke Frydenholm som en nøgleroman i sit "Efterskrift" til romanen: "Frydenholm ligger i romanens virkelighed og ikke på noget virkeligt generalstabskort". 

Der er imidlertid så mange lighedspunkter mellem Erik Grevenkop-Castenskiold og den fiktive grev Preben Rosenkop-Frydenskjold, at det er klart, at godsejeren har været en af Scherfigs inspirationskilder. En væsentlig forskel består deri, at Erik Grevenkop-Castenskiold ifølge Bovrup-Kartoteket forlod nazistpartiet allerede i 1941 i protest mod DNSAP's afhængighed af Tyskland. Der findes heller ikke nogen dokumentation for, at Erik W. Grevenkop-Castenskiold skulle have modtaget tyske personligheder på sit slot. Denne side af Scherfigs romanperson er dog ifølge Arne Broegaards "Nøgle til Frydenholm" snarere hentet fra godsejer Jørgen Sehested til Broholm på Fyn.

## Ægteskaber
- Gift 1. gang 14. april 1942 (ægteskabet opløst) med Ulla grevinde Wachtmeister af Johannishus (født 29. januar 1922 i Malmø), datter af civilingeniør, greve Hans Gotthard Wachtmeister af Johannishus (død 1950) og hustru Elisabeth født Stackell.

- Gift 2. gang 3. november 1962 med Olga Fjeldsted-Holm (født 29. januar 1918 i Randers), som var modstandskvinde under besættelsen. Hun blev student fra Randers Statsskole og fik efter afsluttet kontoruddannelse job i Fremmedpolitiet. Som sådan blev hun involveret i modstandsarbejdet og måtte i vinteren 1944 flygte til Sverige, hvor hun fik arbejde på den amerikanske ambassade. Hjemvendt fik hun samme stilling på den amerikanske ambassade i København.[3][4]